# ساحل جیبی

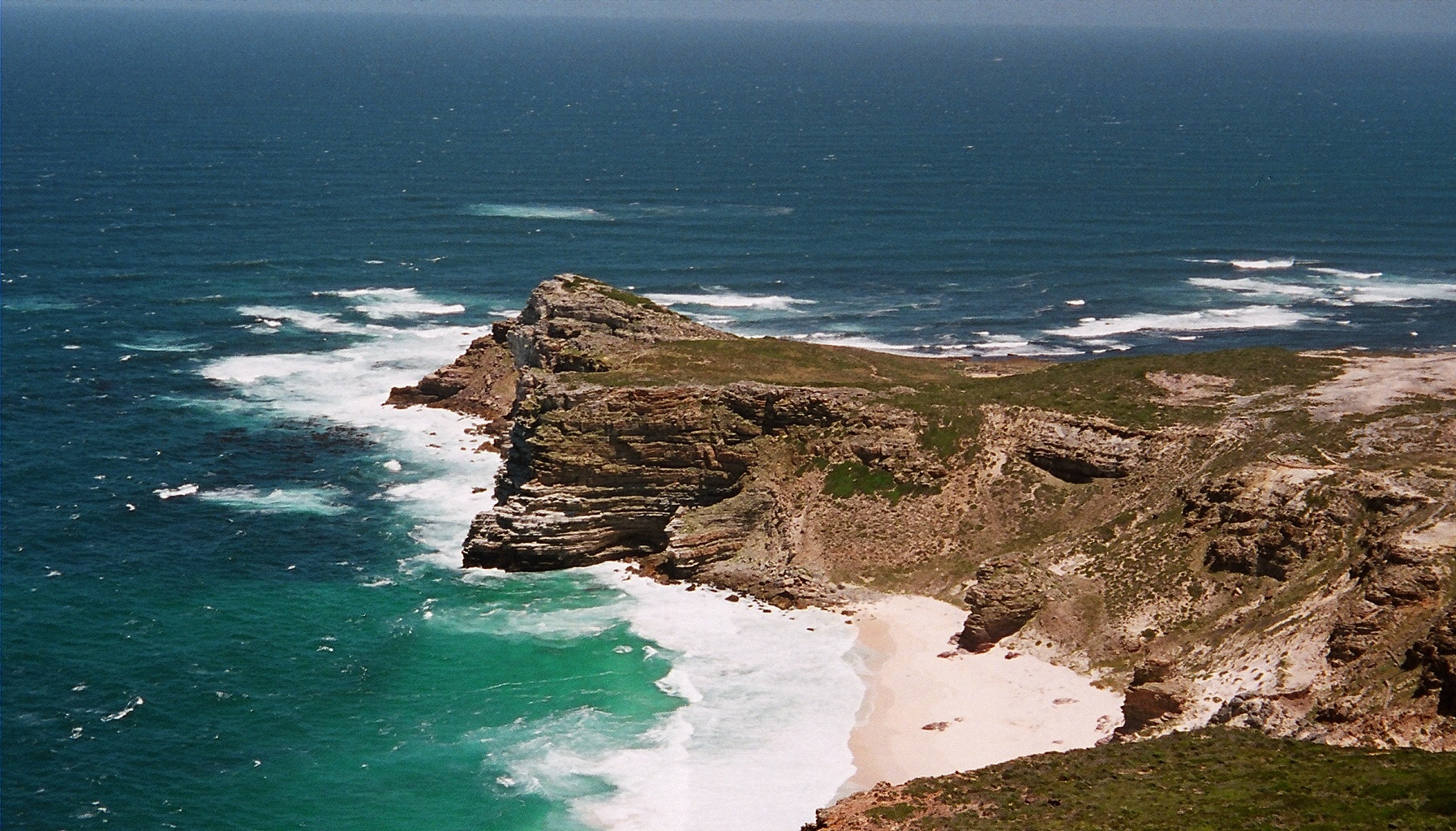
ساحل جیبی در دماغه امید نیک

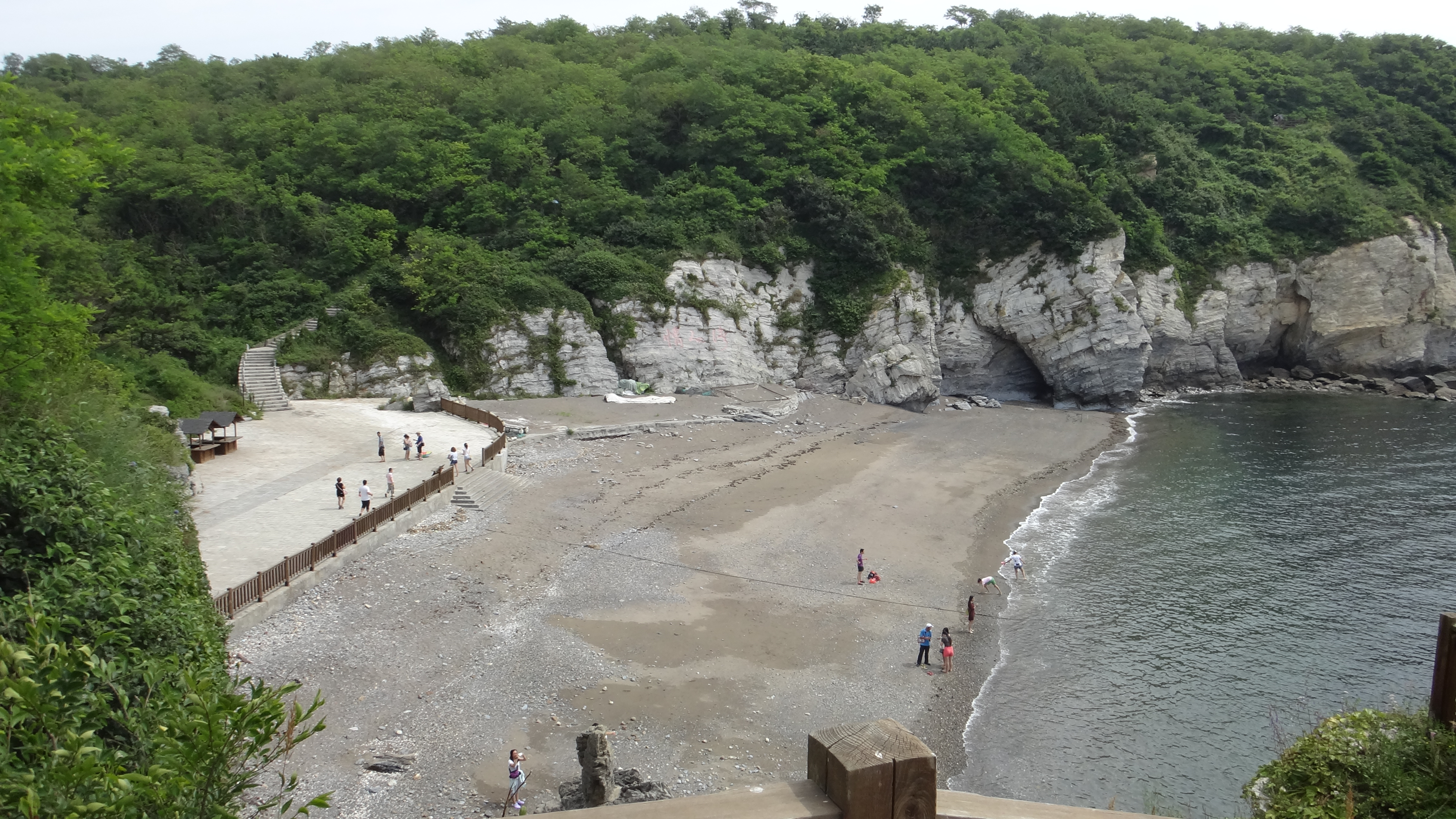
ساحل جیبی در ژئوپارک ملی ساحلی جینشیتان، دالیان، چین

ساحل جیبی (به انگلیسی: Pocket beach)، معمولاً یک ساحل کوچک است که بین دو سرچشمه جدا شده‌است. معمولاً تبادل رسوب بسیار کمی بین ساحل جیبی و خطوط ساحلی مجاور وجود دارد.
ساحل جیبی می‌تواند طبیعی یا مصنوعی باشد. سواحل طبیعی بسیاری در سراسر جهان وجود دارد. سواحل جیبی مصنوعی معمولاً در مناطقی ساخته می‌شوند که سواحل طبیعی نسبتاً باریک هستند یا وجود ندارند. نمونه‌هایی از سواحل جیبی مصنوعی شامل بیش از ۱۰۰ سیستم از این قبیل در خلیج چساپیک در ایالات متحده است که هر کدام از چندین سواحل جیبی جداگانه تشکیل شده‌است. پروژه فیشر کی، فلوریدا بر روی یک جزیره کاوشگر لایروبی که در اصل از مواد لایروبی سنگفرش تشکیل شده بود، ساخته شد و ساحل پارک فرد هوارد که در ساحل مانگرو گل‌آلود ساخته شده‌است. علاوه بر این، سواحل جیبی زیادی در کارائیب ساخته شده‌است که در آن استراحتگاه‌ها در امتداد سواحل صخره‌ای با حداقل سواحل طبیعی ساخته شده‌اند.